# Club Guaraní
Il Club Guaraní, semplicemente noto come Guaraní, è una società calcistica paraguaiana con sede nella città di Asunción. Milita nella División Profesional, la massima divisione del campionato paraguaiano di calcio.
È il secondo club più antico del Paraguay dopo l'Olimpia. Può vantare in bacheca 11 titoli nazionali, mentre è arrivato secondo in campionato in 15 occasioni. Annovera, inoltre, quindici partecipazioni alla Coppa Libertadores, di cui l'ultima nel 2016.
La rivalità con l'Olimpia è nota come clásico añejo, poiché essi sono i club più antichi del paese e gli unici due ad aver sempre giocato in massima serie.

## Storia
Il Club Guaraní fu fondato ad Asunción il 12 ottobre 1903 e il suo nome è un omaggio al popolo Guaraní, di grande importanza nella storia e nella cultura del paese paraguaiano.

## Giocatori
- Fabián Muñoz
- Hugo Notario

## Palmarès

### Competizioni nazionali
- Campionato paraguaiano: 11

1906, 1907, 1921, 1923, 1949, 1964, 1967, 1969, 1984, Apertura 2010, Clausura 2016
- Copa Paraguay: 1

2018

### Altri piazzamenti
- Campionato paraguaiano:

Secondo posto: 1916, 1925, 1947, 1957, 1965, 1966, 1970, 1989, 1996, 2000, 2003, Clausura 2008, Apertura 2013, Apertura 2014, Apertura 2015, Apertura 2017, Clausura 2020, Clausura 2021
Terzo posto: Apertura 2023
- Copa Paraguay:

Finalista: 2019
Semifinalista: 2022, 2023
- Coppa Libertadores:

Semifinalista: 1966, 2015

## Statistiche

### Partecipazioni alle competizioni CONMEBOL
- Coppa Libertadores: 15 partecipazioni

## Organico

### Rosa 2023
| N. |                      | Ruolo | Calciatore        |
| -- | -------------------- | ----- | ----------------- |
| 3  | Uruguay (bandiera)   | C     | Miguel Benítez    |
| 4  | Paraguay (bandiera)  | D     | René Rodríguez    |
| 5  | Paraguay (bandiera)  | D     | Gustavo Vargas    |
| 6  | Paraguay (bandiera)  | C     | Thiago Servín     |
| 7  | Paraguay (bandiera)  | A     | Néstor Camacho    |
| 11 | Paraguay (bandiera)  | A     | Matías Segovia    |
| 13 | Paraguay (bandiera)  | D     | Alcides Barbotte  |
| 14 | Paraguay (bandiera)  | C     | Fernando Castro   |
| 16 | Paraguay (bandiera)  | D     | Ángel Benítez     |
| 17 | Paraguay (bandiera)  | C     | Brahian Fernández |
| 18 | Paraguay (bandiera)  | D     | Diego Valdez      |
| 20 | Argentina (bandiera) | C     | Luis Fariña       |
| 24 | Paraguay (bandiera)  | D     | Marcos Cáceres    |
| 25 | Paraguay (bandiera)  | A     | Juan Cáceres      |
| 27 | Paraguay (bandiera)  | D     | Fernando Román    |
| 29 | Paraguay (bandiera)  | P     | Ángel Sánchez     |
| 30 | Argentina (bandiera) | C     | Walter Ortíz      |
| 32 | Paraguay (bandiera)  | D     | Alexis Cantero    |
| 35 | Paraguay (bandiera)  | C     | Víctor Rivarola   |

| N. |                      | Ruolo | Calciatore        |
| -- | -------------------- | ----- | ----------------- |
| 36 | Paraguay (bandiera)  | C     | Alcides Benítez   |
| 37 | Paraguay (bandiera)  | C     | Romeo Benítez     |
| 39 | Paraguay (bandiera)  | A     | César Miño        |
| 40 | Paraguay (bandiera)  | C     | Alberto Contrera  |
|    | Paraguay (bandiera)  | D     | Raúl Cáceres      |
|    | Argentina (bandiera) | C     | Gastón Gil Romero |
|    | Paraguay (bandiera)  | C     | Jorge Morel       |
|    | Paraguay (bandiera)  | A     | Enrique Borja     |
|    | Paraguay (bandiera)  | A     | Antonio Marín     |
|    | Argentina (bandiera) | C     | Darío Ríos        |
|    | Paraguay (bandiera)  | D     | Alexis Villalba   |
|    | Paraguay (bandiera)  | C     | Milton Maciel     |
|    | Paraguay (bandiera)  | C     | Estivel Moreira   |
|    | Paraguay (bandiera)  | A     | Alan Pereira      |
|    | Paraguay (bandiera)  | C     | Luis Martínez     |
|    | Paraguay (bandiera)  | C     | Rodrigo Amarilla  |
|    | Colombia (bandiera)  | D     | José Moya         |
|    | Uruguay (bandiera)   | C     | Hugo Dorrego      |